# Klokken 8
Klokken 8 er en amerikansk stumfilm fra 1918 af Sidney Franklin.

## Medvirkende
- Norma Talmadge som Lucille Westbrook
- Eugene O'Brien som Joseph Marshall
- Ramsey Wallace som Paul Belmont
- E. Alyn Warren som Hampton Bates
- Jobyna Howland som Mrs. Randolph